# Severna velika nižina
Severna velika nižina (madžarsko Észak-Alföld) je regija Madžarske, ki ima središče v Debrecenu. Kot pove ime, v grobem obsega severni del Velikega madžarskega nižavja
Obsega naslednje županije: Hajdú-Bihar, Jász-Nagykun-Szolnok in Szabolcs-Szatmár-Bereg.
Ima površino 17.749 km², kjer živi 1.554.000 prebivalcev; povprečna gostota prebivalcev je tako 88 prebivalcev/km².